# Тлятсяйяха
Тлятсяйяха (устар. «Тлятьяй-Яха») — река в России, протекает в Ямало-Ненецком АО. Устье реки находится в 267 км по левому берегу реки Вынгапур. Длина реки составляет 38 км. Гидроним восходит к лесн. нен. Таљяха" дяха — «река белок».

## Данные водного реестра
По данным государственного водного реестра России относится к Нижнеобскому бассейновому округу, водохозяйственный участок реки — Пур. Речной бассейн реки — Пур.
Код объекта в государственном водном реестре — 15040000112115300055875.